# Sontheim an der Brenz
Pour les articles homonymes, voir Sontheim.
Sontheim an der Brenz est une commune de Bade-Wurtemberg (Allemagne), située dans l'arrondissement de Heidenheim, dans la région de Wurtemberg-de-l'Est, dans le district de Stuttgart.
Il est situé à la frontière entre le Bade-Wurtemberg et la Bavière. Le fleuve Brenz traverse la commune.

## Personnalités liées à la ville
- Andreas Althamer (1500-1539), théologien né à Brenz.

## Jumelage
- Saint-Valery-en-Caux (France)